# Misiginebig
Misiginebig (Mishi-Ginebig), Misiginebig je podvodna rogata zmija, uobičajena u legendama većine plemena iz porodice Algonquian (Ojibway, Algonquin, Ottawa, Menominee, Shawnee, Cree), za koju se kaže da vreba u jezerima i jede ljude. Njihovi zakleti neprijatelji su Ptice Gromovi (gromovnice), koje ih mogu ubiti udarima groma. Ime misiginebig doslovno znači na Anishinabe jezicima Velika zmija.

## Alternativni nazivi
Mishiginebig, Mishi-Ginebig, Meshkenabec, Msi-Knebik, Kichikinebik, Kichiginebig, Mishi-Kinebig, Mishikinebik, Misikinebik, Meshkenabec, Mshignebig, Kchiknebig, Mshiknebik, Kchiknebik, Kichiknebik, Kchiknebig, Kchiginebig, Mshiginebig, Misi-Ginebig, Misiganebic, Miciginabik, Miciginabig, Micikinebik, Mecikenäpikwa, Maeci-Kenupik, Maec-Kenupik, Meqsekenaepik, Misikinubick, Misikinubik, Meshe-Kinebik, Meshekenabek, Misi-Kinebik, Mi'shikine'bik, Mi'siki'nipik, Misikinebik, Msi-Kinepikwa, Msí kinépikwa, Misi-Kinopik, Ktchi-Kinepikwa, Me'cigenepigwa, Misiganebic, Mi:'s-kenu:pik, Msi-kinepeikwa, Kinepikwa, Misikinipik, Psikinepikwa, Psikinépikwa, Genay-big, Mah-she-ken-a-peck 